# Salvatore Guiliano - banditen
Salvatore Guiliano - banditen (italienska: Salvatore Giuliano) är en italiensk dramadokumentär från 1962 i regi av Francesco Rosi.

## Utmärkelser
Rosi vann Silverbjörnen för bästa regi vid Filmfestivalen i Berlin 1962.

## Rollista i urval
- Pietro Cammarata - Salvatore Giuliano
- Frank Wolff - Gaspare Pisciotta
- Salvo Randone - domaren
- Federico Zardi - Pisciottas försvarsadvokat
- Nando Cicero - en bandit
- Sennuccio Benelli - en reporter
- Max Cartier - Francesco
- Carmelo Oliviero - Don Nitto Minasola
- Bruno Ukmar - en spion
- Francesco Rosi - berättare